# Fatti di Argelato
I Fatti di Argelato, conosciuti anche come la strage di Argelato, furono l'omicidio del carabiniere Andrea Lombardini e il ferimento di un altro componente della pattuglia, a seguito di una rapina commessa il 5 dicembre 1974 da alcuni esponenti di Potere Operaio passati all'organizzazione Lavoro Illegale, i quali vennero poi arrestati e condannati per rapina e omicidio.

## Storia
Dopo una tentata rapina in una banca di Argelato, alcuni esponenti dell'estrema sinistra modenese, tutti membri del Fronte Armato Rivoluzionario Operaio, si diedero alla fuga, inseguiti da carabinieri che riuscirono a seminare su una strada provinciale nei pressi di Bologna. Dopo aver tentato il ritorno a Modena, vennero fermati per caso da due carabinieri, Andrea Lombardini e Gennaro Sciarretta, i quali li avevano scambiati per campeggiatori. I rapinatori ne approfittarono per sparare per primi uccidendo Andrea Lombardini e ferendo non gravemente Gennaro Sciarretta. Dopo la sparatoria, i carabinieri avviarono una vasta caccia all'uomo nelle province di Modena e Bologna, che portò all'arresto e al processo dei terroristi.
Il commando, secondo l'accusa, era formato da Bruno Valli, Franco Franciosi, Stefano Bonora, Ernesto Rinaldi, Claudio Bartolini, Stefano Gavina, Claudio Vicinelli e Marzia Lelli, abituali frequentatori del Gatto Selvaggio di via Armando Quadri, un circolo politico di estrema sinistra ritrovo di militanti di Potere operaio, del Movimento studentesco e degli autoriduttori, e che fungeva come base armata per i membri del Fronte Armato Rivoluzionario Operaio.
Tutti vennero condannati e scontarono pene tra i 15 e i 28 anni tranne Marzia Lelli che, condannata a 16 anni, era riuscita a fuggire all'estero.
Il 9 dicembre 1974 Bruno Valli, proveniente da una famiglia proletaria di Rodero, si impiccò nel carcere di Modena.
Nel 1987, in seguito al processo 7 aprile, la Corte d'appello di Roma condannò Toni Negri come mandante dell'operazione.
Stefano Bonora, liberato nel 1991, verrà condannato poco dopo a 14 anni per partecipazione a banda armata e sequestro di persona in concorso per il rapimento del giudice Giovanni D'Urso. Fuggito all'estero, verrà arrestato in Slovacchia nel 1993.